# Golden Gala Pietro Mennea 2018
Il Golden Gala Pietro Mennea 2018 è stato la 38ª edizione del Golden Gala Pietro Mennea, meeting internazionale di atletica leggera che si svolge ogni anno presso lo Stadio Olimpico di Roma.
Il meeting si è svolto giovedì 31 maggio ed è stato la quarta tappa del circuito Diamond League 2018.

## Programma
| # | Orario | Specialità         |
| - | ------ | ------------------ |
| 1 | 19:20  | Lancio del disco   |
| 2 | 19:30  | Salto con l'asta   |
| 3 | 20:13  | 400 metri ostacoli |
| 4 | 20:38  | 800 metri          |
| 5 | 20:40  | Salto in lungo     |
| 6 | 21:16  | 400 metri          |
| 7 | 21:35  | 100 metri          |
| 8 | 21:50  | 1500 metri         |
| 9 | 22:02  | 3000 metri siepi   |

| # | Orario | Specialità         |
| - | ------ | ------------------ |
| 1 | 17:40  | Lancio del disco   |
| 2 | 20:03  | 400 metri ostacoli |
| 3 | 20:10  | Salto in alto      |
| 4 | 20:23  | 3000 metri siepi   |
| 5 | 20:53  | 100 metri ostacoli |
| 6 | 21:07  | 400 metri          |
| 7 | 21:25  | 200 metri          |

     Specialità valide per la Diamond League

## Risultati

### Uomini
| Specialità       |                   | Prestazione | 2º classificato        | Prestazione | 3º classificato   | Prestazione |
| 100 m            | Ronnie Baker      | 9"93        | Jimmy Vicaut           | 10"02       | Filippo Tortu     | 10"04       |
| 400 m            | Fred Kerley       | 44"33       | Abdalelah Haroun       | 44"37       | Paul Dedewo       | 44"58       |
| 800 m            | Wycliffe Kinyamal | 1'44"65     | Ferguson Rotich        | 1'44"74     | Jonathan Kitilit  | 1'44"78     |
| 1500 m           | Timothy Cheruiyot | 3'31"22     | Elijah Manangoi        | 3'33"79     | Samuel Tefera     | 3'34"84     |
| 3000 m siepi     | Conseslus Kipruto | 8'08"40     | Benjamin Kigen         | 8'10"01     | Chala Beyo        | 8'11"22     |
| 400 m ostacoli   | Abderrahman Samba | 47"48 DLR   | Karsten Warholm        | 47"82       | Yasmani Copello   | 48"63       |
| Salto con l'asta | Sam Kendricks     | 5,84 m      | Paweł Wojciechowski    | 5,78 m      | Raphael Holzdeppe | 5,62 m      |
| Salto in lungo   | Luvo Manyonga     | 8,58 m      | Juan Miguel Echevarría | 8,53 m      | Ruswahl Samaai    | 8,34 m      |
| Lancio del disco | Fedrick Dacres    | 68,51 m     | Andrius Gudžius        | 68,17 m     | Ehsan Hadadi      | 65,93 m     |

     Specialità valide per la Diamond League 2018.
     Prestazione che stabilisce il nuovo record del meeting.

### Donne
| Specialità       |                    | Prestazione | 2º classificato         | Prestazione | 3º classificato    | Prestazione |
| 200 m            | Marie-Josée Ta Lou | 22"49       | Ivet Lalova-Collio      | 22"64       | Mujinga Kambundji  | 22"76       |
| 400 m            | Salwa Eid Naser    | 50"51       | Stephenie Ann McPherson | 50"69       | Jaide Stepter      | 51"47       |
| 100 m ostacoli   | Sharika Nelvis     | 12"76       | Danielle Williams       | 12"82       | Tobi Amusan        | 12"86       |
| 400 m ostacoli   | Georganne Moline   | 53"97       | Janieve Russell         | 54"08       | Dalilah Muhammad   | 54"65       |
| 3000 m siepi     | Hyvin Kiyeng       | 9'04"96     | Celliphine Chespol      | 9'05"14     | Norah Jeruto       | 9'07"17     |
| Salto in alto    | Marija Lasickene   | 2,02 m      | Mirela Demireva         | 1,94 m      | Elena Vallortigara | 1,94 m      |
| Lancio del disco | Sandra Perković    | 68,93 m     | Yaimé Pérez             | 66,62 m     | Denia Caballero    | 63,48 m     |

     Specialità valide per la Diamond League 2018.
     Prestazione che stabilisce il nuovo record del meeting.